# Coryphisoptron rufoscutellatum
Coryphisoptron rufoscutellatum är en tvåvingeart som först beskrevs av Oswald Duda 1934.  Coryphisoptron rufoscutellatum ingår i släktet Coryphisoptron och familjen fritflugor. Inga underarter finns listade i Catalogue of Life.